# آرتونیومیست
آرتونیومیست (نام علمی: Arthoniomycetes) یا قارچ‌های لکه‌ای یک رده از subdivision قارچ‌های فنجانی است.